# Còdex Ephraemi Rescriptus

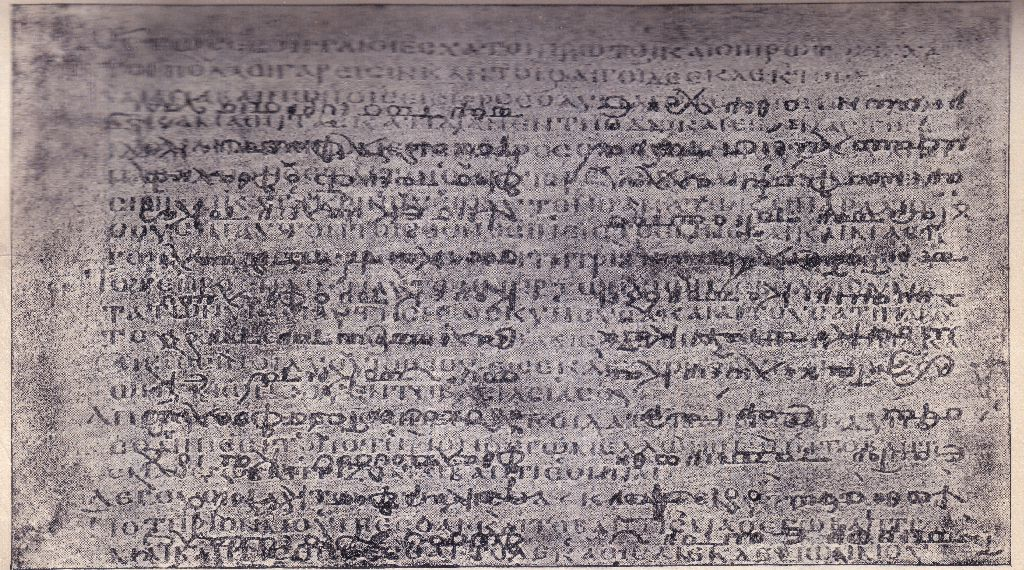
Codex Ephraemi Rescriptus de la Biblioteca Nacional francesa

El còdex Ephraemi Rescriptus (París, Biblioteca Nacional de França, grec 9; Gregory-Aland núm. C o 04, von Soden δ 3) és un manuscrit de principis del segle cinquè grec, de la Bíblia, l'últim en el grup dels quatre grans manuscrits uncials de la Bíblia grega (Sinaiticus, Alexandrinus, Vaticanus). El manuscrit és llacunós.

## Descripció
Aquest còdex rep el seu nom dels 38 sermons de sant Efren (traduïts al grec) i que sobreescriuen (rescriptus) el text original, eliminant parcialment l'escriptura anterior, cosa que formà un document palimpsest.
Són un total de 209 fulls de 33 x 27 cm (altres fonts n'assenyalen 30 cm x 25 cm). El text està escrit en una sola columna, entre 40 i 46 línies per columna.
Es creu que, originàriament, el còdex es tractava d'una bíblia completa, encara que fins als nostres dies només sobreviuen 64 fulls de l'Antic Testament (part de l'Eclesiastès i el Llibre de la Saviesa, alguns fragments dels Proverbis i els Càntics) i 145 fulls del Nou Testament, però sense cap llibre complet. És interessant esmentar que els textos del Nou Testament estan molt barrejats, sembla que l'escrivà va copiar els textos de diferents manuscrits, i estan en algunes parts d'acord amb l'estil alexandrí i, més sovint, amb l'estil sirià. Després de la caiguda de Constantinoble, el manuscrit va ser portat a Florència, on Caterina de Mèdici el va prendre, i fou portat a París, on posteriorment passà a formar part de la col·lecció de la Biblioteca Nacional de França.

## Vegeu
- Còdex Sinaiticus.
- Còdex Alexandrinus.
- Còdex Vaticanus.